# I-38 (sous-marin)
Le I-38 (イ-38) est un sous-marin japonais de type B1 (乙型（伊十五型), Otsu-gata）ayant servi durant la Seconde Guerre mondiale dans la Marine impériale japonaise. 
Il a effectué des missions de ravitaillement lors de la campagne de Nouvelle-Guinée et de la campagne des îles Salomon, et en menant des patrouilles de guerre aux îles Salomon, au large des îles Mariannes et dans la mer des Philippines avant qu'il ne soit coulé en novembre 1944.

## Construction
Construit par l'Arsenal naval de Sasebo au Japon, le I-38 a été mis sur cale le 19 juin 1941 sous le nom de Sous-marin No. 151. Il a été lancé et renommé I-38 le 15 avril 1942. Il a été achevé et mis en service le 31 janvier 1943.

## Description
Le I-38, pesant près de 2 600 tonnes en surface, était capable de plonger à 100 m, puis de se déplacer à une vitesse maximale de 8 nœuds, avec une autonomie de 96 milles nautiques à une vitesse réduite de 3 nœuds. En surface, sa portée était de 14 000 milles nautiques, développant une vitesse maximale de 23,6 nœuds. Il transportait un hydravion de reconnaissance biplace Yokosuka E14Y (connu des Alliés sous le nom de Glen), stocké dans un hangar hydrodynamique à la base de la tour de navigation (kiosque).

## Histoire de service
Lors de sa mise en service, le I-38 a été officiellement rattachée au district naval de Kure et affectée à l'escadron de sous-marins de Kure. Le même jour, il a commencé à participer aux essais d'un nouveau type de torpille à faible profondeur dans la mer intérieure de Seto. Ensuite, il a effectué des essais du nouveau traîneau à canon Unpōtō, un traîneau de 70 pieds (21,3 m) pouvant transporter jusqu'à 15 tonnes de marchandises, généralement sous la forme de trois obusiers Type 96 de 15 centimètres (5,9 pouces) et de leurs munitions. Il est devenu le premier sous-marin japonais équipé d'accessoires pour transporter un Unpoto. Le 1er avril 1943, il est affecté au 11e escadron de sous-marins pour des travaux de  mise au point.
Une fois ses travaux terminés, le I-38 fut réaffecté à la 15e division sous-marine du 1er escadron de sous-marins le 30 avril 1943. Le 8 mai 1943, il partit de Kure avec un Unpoto sur son pont arrière, fit une pause à Osako, puis continua vers Saeki, où il passa la nuit du 8 au 9 mai 1943. Il quitta Saeki le 9 mai avec le Unpoto en remorque à destination de Truk, qu'il atteignit le 14 mai 1943. Pendant son séjour à Truk, le commandant en chef de la 6e flotte, le vice-amiral Teruhisa Komatsu, inspecta le I-38 et son installation Unpoto le 15 mai, après quoi le I-38 déchargea ses provisions et un navire de réparation fut amarré à ses côtés pour réparer le Unpoto. Ce jour-là, il fut affecté à la flotte du secteur sud-est. Le I-38 partit pour Rabaul en Nouvelle-Bretagne le 16 mai 1943.

### Campagne de Nouvelle-Guinée, mai-juin 1943
Affecté à l'approvisionnement de la Nouvelle-Guinée en soutien aux forces japonaises combattant dans la campagne de Nouvelle-Guinée, le I-38 est arrivé à Rabaul le 18 mai 1943. Là, il a détaché son Unpoto et transféré une partie de ses provisions au ravitailleur de sous-marins Chōgei, et son commandant est monté à bord du Chōgei pour recevoir un briefing sur les opérations d'approvisionnement de la part du commandant du 7e escadron de sous-marins. Le 19 mai, il a effectué un test Unpoto sous le regard des commandants en chef de la flotte de la zone sud-est, le vice-amiral Jinichi Kusaka, et de la 8e armée de zone, le général Hitoshi Imamura, puis il a transféré toutes les provisions restantes dans son arrière-boutique et toutes ses torpilles sauf quatre sur le  Chōgei.
Le 21 mai 1943, le I-38 partit de Rabaul pour sa première traversée de ravitaillement, à destination de Lae, sur la côte de Nouvelle-Guinée, avec 12 officiers de marine comme passagers et une cargaison de 48,6 tonnes de munitions et de provisions. Il arriva à Lae le 23 mai, déchargea rapidement ses passagers et sa cargaison, embarqua 17 soldats de l'armée impériale japonaise malades et blessés, et reprit la route pour Rabaul. Peu après son départ de Lae, un PT boat de la marine américaine l'aperçut et lui lança six torpilles, mais elles furent toutes manquées, et le I-38 arriva sain et sauf à Rabaul le 25 mai 1943.
Le 27 mai 1943, le I-38 fit route de Rabaul pour son second ravitaillement, transportant 29 membres des Forces navales spéciales de débarquement et une cargaison de 48,6 tonnes de nourriture et de médicaments. En approchant de Lae le 28 mai, ses vigies aperçurent un PT boat de la marine américaine, et il plongea pour l'éviter. Cette nuit-là, il déposa ses passagers et sa cargaison, embarqua six soldats, et se dirigea vers Rabaul, où il arriva le 31 mai 1943. Après avoir embarqué une cargaison du Goshu Maru, il quitta Rabaul le 2 juin pour sa troisième traversée de ravitaillement et rencontra une péniche de débarquement de classe Daihatsu au large de Lae le 4 juin, y transféra sa cargaison, embarqua le général Imamura et trois membres de son état-major pour les transporter au quartier général de l'armée du 8e secteur à Rabaul, et revint à Rabaul, où il arriva le 6 juin 1943.
À Rabaul, le I-38 chargea la cargaison du Taisei Maru et un traîneau Unpoto fut monté sur son pont arrière. Il partit le 9 juin 1943 et se dirigea vers la Nouvelle-Guinée, déchargeant une partie de sa cargaison à Salamaua le 11 juin 1943, puis se dirigeant vers Lae, où le 12 juin, il déchargea le reste et débarqua son Unpoto, la première livraison d'artillerie réussie à l'aide d'un Unpoto. Il embarque six soldats et peu après avoir quitté Lae pour son voyage de retour à Rabaul, un avion allié la repère et largue trois bombes après qu'il s'est immergé. Il évite les dégâts, mais un autre avion allié le force à s'immerger à nouveau vers minuit. Il arrive sain et sauf à Rabaul le 13 juin 1943.
Le 15 juin 1943, le I-38 fit le plein à partir du pétrolier Naruto à Rabaul et le 17 juin, il reçut un nouveau traîneau Unpoto du Taisei Maru. Le 19 juin, il entama son cinquième voyage d'approvisionnement, quittant Rabaul avec 48,5 tonnes de provisions à bord, faisant escale à Lae pour les décharger le 21 juin, et revenant à Rabaul le 23 juin 1943. Après avoir reçu un nouveau Unpoto du Taisei Maru le 24 juin, avoir subi des travaux d'entretien et fait repeindre son pont supérieur le 25 juin 1943, le I-38 partit pour son sixième ravitaillement le 26 juin 1943, faisant escale à Lae le 28 juin à la nuit tombée pour décharger 48,5 tonnes de provisions et embarquer 15 soldats, puis se dirigea vers Rabaul, qu'il atteignit le 30 juin 1943.

### Première patrouille de guerre
Après avoir pris à bord du ravitaillement du Chōgei le 1er juillet 1943, le I-38 a quitté Rabaul le 2 juillet pour sa première patrouille de guerre, avec l'ordre d'attaquer les navires alliés dans les îles Salomon, où les forces japonaises se battaient dans la campagne des îles Salomon, et de faire une reconnaissance du golfe de Kula. Le 4 juillet, il est arrivé dans sa zone de patrouille et, le 5 juillet, il a aperçu deux transports alliés, mais n'a pas pu les attaquer. Le 6 juillet, il a tiré une torpille sur un destroyer de l'US Navy, mais l'a manqué.
Le I-38 se trouvait à la surface dans l'obscurité dans le détroit de Nouvelle Géorgie le 7 juillet 1943, lorsqu'un navire de guerre allié - probablement le destroyer USS Waller à la position géographique de 8° 00′ S, 158° 05′ E - l'a surpris, ouvrant soudainement le feu avec ses canns principaux et ses mitrailleuses. Le I-38 a plongé en catastrophe, et 10 minutes plus tard, le navire de guerre a largué des grenades sous-marines. Le I-38 est descendu à une profondeur de 265 pieds (81 m) et a finalement rompu le contact avec le navire de guerre au bout de 90 minutes.
Le I-38 a effectué sa reconnaissance du golfe de Kula le 8 juillet, puis une nouvelle fois le 9 juillet à la tombée de la nuit et une dernière fois le 10 juillet 1943, lorsqu'il a reçu l'ordre de retourner à Rabaul pour reprendre son ravitaillement en Nouvelle-Guinée. Pendant son voyage vers Rabaul, les avions alliés l'ont attaqué à plusieurs reprises le 11 juillet 1943, l'obligeant à plonger en catastrophe à chaque fois, mais il est arrivé sain et sauf à Rabaul le 12 juillet 1943.

### Campagne de Nouvelle-Guinée, juillet-août 1943
Le 17 juillet 1943, le I-38 entame son septième voyage de ravitaillement de la Nouvelle-Guinée au départ de Rabaul, faisant escale à Lae le 19 juillet et atteignant Rabaul en toute sécurité le 21 juillet, malgré les fréquentes attaques des bombardiers alliés au cours de son voyage de retour. Il reçoit un nouveau traîneau Unpoto et sa cargaison le 23 juillet et effectue son prochain voyage aller-retour entre Rabaul et la Nouvelle-Guinée du 24 au 28 juillet 1943, déchargeant sa cargaison à Lae le 26 juillet. Lors de son neuvième voyage, effectué entre le 30 juillet et le 3 août 1943, il perdit par-dessus bord cinq ou six fûts de ravitaillement au départ de Rabaul, mais il déposa le reste de sa cargaison à Lae le 2 août 1943. Lors de son dixième voyage, il quitta Rabaul le 6 août 1943, fit escale à Lae le 8 août et plongea en catastrophe pendant son voyage de retour après que ses vigies eurent aperçu un avion allié le 9 août, mais revint sain et sauf à Rabaul le 10 août 1943.

### Nouvelle-Guinée et îles Salomon
Après avoir embarqué une cargaison du Nagoya Maru le 12 août 1943, le I-38 quitta Rabaul le 14 août pour son onzième voyage de ravitaillement et se rendit d'abord aux îles Salomon, transportant une cargaison jusqu'à Kolombangara. Ce jour-là, il n'était qu'à 100 milles nautiques (190 km) de son voyage lorsqu'un avion allié le bombarda et le mitrailla. Le 15 août, six avions alliés l'attaquèrent dans l'obscurité et lui lacèrent des charges de profondeur. Il déchargea néanmoins sa cargaison à Kolombangara le 17 août. Pendant son voyage de retour à Rabaul, ses vigies aperçurent six bombardiers Consolidated B-24 Liberator de l'armée de l'air américaine le 19 août et s'immergea, mais il revint à Rabaul le 20 août 1943.
Le 26 août 1943, le I-38 reçoit un nouvel Unpoto du Toyo Maru. Pour son douzième voyage de ravitaillement, il retourne en Nouvelle-Guinée, quitte Rabaul le 28 août, fait escale à Lae le 30 août, puis se dirige vers Rabaul. En route, il doit plonger à plusieurs reprises le 1er septembre 1943 lorsque des avions alliés le repèrent, mais il atteint Rabaul ce jour-là.
Après avoir reçu un autre nouvel Unpoto du Toyo Maru le 2 septembre, le I-38 se mit en route pour son second voyage à Kolombangara le 7 septembre 1943. En entrant dans le golfe de Kolombangara, un avion allié l'attaqua avec une bombe mais le manqua. Plutôt que de décharger sa cargaison à Kolombangara, il se rendit sur l'île Shortland, où il le déchargea le 12 septembre 1943 et reprit la route pour Rabaul. 30 minutes seulement après le début de son voyage de retour, ses vigies aperçurent un avion allié et il plongea en catastrophe. Il était de retour à la surface à 23 heures lorsqu'un avion allié l'a surpris - l'équipage du I-38 signalant que l'avion avait coupé son moteur pour s'approcher silencieusement du I-38 - et a largué trois bombes, qui ont toutes été manquées. Le I-38 est arrivé à Rabaul le 13 septembre 1943.

### Campagne de Nouvelle-Guinée, septembre-décembre 1943
Le I-38 a repris ses activités de ravitaillement de la campagne de Nouvelle-Guinée. Après avoir pris à bord une cargaison de provisions en provenance du Toyo Maru le 17 septembre 1943, il prit la mer avec le commandant de la 15e division sous-marine qui s'embarqua pour son quatorzième ravitaillement à Finschhafen, dans la péninsule de Huon. Il arriva au large de Finschhafen le 22 septembre mais ne put prendre contact avec la garnison de l'armée impériale japonaise à terre et reprit la mer. Le 23 septembre, il s'approcha de nouveau de Finschhafen après la tombée de la nuit et ne parvint pas à contacter les soldats sur la côte. Plus tard dans la nuit, il aperçut un convoi allié mais ne put l'attaquer en raison de la cargaison qu'il avait encore à bord. Il fit une troisième et dernière tentative de contact avec les forces japonaises à terre le 24 septembre, et lorsque celle-ci échoua également, il reçut l'ordre de patrouiller dans la zone jusqu'au 27 septembre, puis de livrer sa cargaison à Sarmi, en Nouvelle-Guinée. Après avoir déposé la moitié de sa cargaison à Sarmi le 27 septembre, il revint à Rabaul le 28 septembre 1943.
Le 3 octobre 1943, le I-38 entame son quinzième ravitaillement, quittant Rabaul à destination de Sarmi. Alors qu'il décharge à Sarmi le 5 octobre, un avion allié l'attaque, le forçant à plonger avec les deux tiers de sa cargaison encore sur son pont. Il refait bientôt surface, termine le déchargement et entame son voyage de retour vers Rabaul, où il arrive le 8 octobre 1943.
Alors qu'il se trouvait à Rabaul, le I-38 a commencé à tester le 10 octobre 1943 le conteneur d'approvisionnement Unkato - un conteneur submersible de 135 pieds (41,1 m) pouvant transporter jusqu'à 377 tonnes de fournitures, conçu pour un voyage aller simple au cours duquel les destinataires du conteneur le libèrent, le récupèrent et le déchargent. La Army Air Forces Fifth Air Force et la Royal Australian Air Force se sont combinées pour organiser le plus grand raid aérien allié de la guerre du Pacifique jusqu'à cette date, avec 349 avions basés en Nouvelle-Guinée et en Australie qui ont frappé les aérodromes japonais autour de Rabaul et ont transporté des marchandises dans le port de Simpson (Simpson Harbour) à Rabaul. Le I-38 et les sous-marins I-36, I-176, I-177, RO-105 et RO-108 se trouvaient dans le port pendant le raid aérien et la plupart d'entre eux ont dû être immergés pour éviter l'attaque. Le I-38 a terminé ses essais infructueux à Unkato le 13 octobre 1943.
Le 15 octobre 1943, le I-38 fit route de Rabaul pour son seizième ravitaillement. Il arriva à Sarmi le 16 octobre, mais dut suspendre les opérations de déchargement de la cargaison lorsqu'un violent orage éclata. Un PT boat de la marine américaine l'attaqua alors, le força à plonger et largua quatre grenades sous-marines. Le 17 octobre, à la tombée de la nuit, le I-38 est retourné à Sarmi et a réussi à décharger 80% de sa cargaison dans deux Daihatsu avant de repartir pour Rabaul. Le 18 octobre, au large de Rabaul, il a aperçu des avions alliés se dirigeant vers Rabaul et a dû plonger quatre fois pour les éviter, mais il est arrivé à bon port ce jour-là. À Rabaul, il a de nouveau effectué des essais de conteneurs de ravitaillement Unkato les 20 et 21 octobre 1943.
Le I-38 quitta Rabaul pour son dix-septième ravitaillement le matin du 24 octobre 1943, s'immergeant vers 9h15 lorsque ses vigies repérèrent un avion allié. Il livra sa cargaison à Sarmi le 25 octobre et dut à nouveau plonger en raison d'un avion allié lors de son voyage de retour à Rabaul, qu'il atteignit le 26 octobre 1943. Le 29 octobre 1943, lors de son dix-huitième voyage de ravitaillement, il quitta Rabaul, s'immergeant en route lorsqu'il aperçut une formation d'avions alliés qui approchait. Il fit escale à Sio, en Nouvelle-Guinée, le 31 octobre, et revint à Rabaul, où il arriva vers 13 heures le 2 novembre 1943. Cet après-midi là, 145 avions de la Fifth Air Force (5e Force aérienne de l'armée de l'air américaine) ont attaqué les terrains d'aviation et le port de Rabaul en soutien aux jours précédents le débarquement sur le cap Torokina sur Bougainville, qui ont marqué le début de la campagne de Bougainville. Le I-38 s'est immergé dans le port pour éviter l'attaque, et après avoir refait surface, il a utilisé son canon de pont de 140 millimètres (5,5 pouces) pour saborder un navire paralysé dans le port de Simpson.
Le 4 novembre 1943, le I-38 chargea une cargaison et fit route pour son dix-neuvième ravitaillement le 5 novembre, en remorquant un conteneur de ravitaillement Unkato. Les avions alliés l'attaquèrent ce jour-là, le forçant à plonger, et lorsqu'il fit surface, il abandonna son Unkato en mer. Il déchargea sa cargaison à Sio dans la soirée du 7 novembre, embarqua des soldats blessés et malades, et reprit la route pour Rabaul. Il aperçut des avions de reconnaissance alliés et fut immergé à deux reprises le 9 novembre 1943 pendant son voyage de retour, mais arriva sain et sauf à Rabaul ce jour-là. Il effectua d'autres essais de remorquage du Unkato au large de Rabaul les 16 et 17 novembre 1943. Le 18 novembre 1943, il commença sa vingtième campagne de ravitaillement, et entra en action le 19 novembre, lorsqu'un PT boat de la marine américaine l'attaqua, le forçant à plonger en catastrophe, et l'attaqua avec quatre grenades sous-marines. Sorti indemne de cette rencontre, il déchargea sa cargaison à Sarmi le soir même et arriva à Rabaul le 20 novembre 1943. Il fit une nouvelle tentative avant la fin novembre 1943, quittant Rabaul le 23 novembre, livrant sa cargaison à Sio le 25 novembre, et survivant à la rencontre d'un bombardier allié qui lâcha une bombe mais la manqua lors de son voyage de retour le 26 novembre.
Entre le 1er et le 7 décembre 1943, le I-38 a effectué d'autres essais de remorquage du Unkato et a procédé à un essai de vitesse. Il a repris ses activités de ravitaillement le 7 décembre 1943, date à laquelle il a entamé son 22e voyage de ravitaillement, quittant Rabaul avec un traîneau Unpoto en remorque et déchargeant sa cargaison, et transférant le Unpoto à un Daihatsu à Sarmi le 9 décembre, et le 11 décembre il  est retournée à Rabaul, où elle a effectué des essais de remorquage de l'Unkato les 18 et 19 décembre. Le 11 décembre, il est retourné à Rabaul, où il a effectué des essais de remorquage d'un Unkato les 18 et 19 décembre. Il a quitté Rabaul en remorquant un Unkato le 19 décembre 1943 pour son 23e - et, en fait, dernier - ravitaillement. Détaché de la Force sous-marine du sud-est en mer le 20 décembre, il a livré sa cargaison et le Unkato à Sio le 21 décembre avant de revenir à Rabaul le 24 décembre 1943. 753 tonnes de cargaison avaient été livrées à la Nouvelle-Guinée, à Kolombangara et à l'île Shortland au cours de ses 23 voyages et, en mars 1944, le commandant en chef de la flotte combinée, l'amiral Mineichi Koga, a décoré le commandant du I-38 pour ses réalisations en matière de ravitaillement sous-marins.
Le 26 décembre 1943, le I-38 quitte Rabaul et met le cap sur Truk, où il arrive le 29 décembre; le 30 décembre 1943, à 15 heures, il reprend la route en direction du Japon; le 1er janvier 1944, un membre de la 15e division de sous-marins du 1er escadron de sous-marins, ainsi que les sous-marins I-32, I-35, I-36 et I-41, le I-38, arrivent à Kure pour y être réparés et révisés le 7 janvier 1944.

### Seconde patrouille de guerre
Pendant que le I-38 était à Kure, le 1er escadron de sous-marins fut dissous, et la 15e division sous-marine 15 - constitué des I-32, I-35, I-36, I-38 et I-41 - fut rattachée directement à la 6e flotte le 15 janvier 1944. Une fois sa révision terminée, le I-38 quitta Kure le 14 mars 1944 pour retourner au combat. Le 19 mars 1944, le chasseur sous-marin Ch-20 et le chasseur sous-marin auxiliaire Fuyo Maru l'escortèrent jusqu'à la lagune de Truk, où il resta jusqu'au 30 mars 1944, date à laquelle il prit la route pour sa deuxième patrouille de guerre, à laquelle fut assignée une zone de patrouille dans la région de Palau. Le 4 avril 1944, il reçut l'ordre de se détourner de sa patrouille pour aller chercher le personnel de la 9e flotte à Wewak, en Nouvelle-Guinée, et le transférer à Hollandia, en Nouvelle-Guinée. Il embarqua un premier groupe de membres du personnel de la 9e flotte à Wewak le 8 avril, les débarqua à Hollandia le 10 avril, embarqua le reste du personnel à Wewak le 12 avril et acheva le transfert en les déchargeant également à Hollandia le 14 avril 1944. Il fit escale à Truk du 19 au 20 avril 1944, puis se rendit à Kure, où il arriva le 27 avril 1944.

### Opération Tatsumaki
En avril 1944, les sous-marins I-36, I-41 et I-44 et le ravitailleur de sous-marins auxiliaire Tsukushi Maru commencèrent à s'entraîner dans la mer intérieure de Seto, au large de Nasakejima, pour l'opération Tatsumaki ("Tornade"), qui consistait à transporter de Kure à Majuro, dans les îles Marshall, des péniches de débarquement amphibies à chenilles de type 4 Ka-Tsu modifiées, armées chacune de deux torpilles de 450 millimètres (17,7 pouces). Après le lancement des véhicules Ka-Tsu par les sous-marins, l'opération prévoyait que les véhicules se dirigent vers la côte, traversent les îles de l'atoll par voie terrestre, puis entrent dans l'eau dans le lagon et attaquent les navires alliés au mouillage de Majuro avec des torpilles,. L'opération Tatsumaki a été reportée à la fin mai 1944 en attendant la correction des défauts constatés sur les véhicules,. L'opération a ensuite été entièrement annulée,.

### Troisième patrouille de guerre
Le 18 mai 1944, le I-38 quitta Kure avec un hydravion Yokosuka E14Y1 (nom de code allié "Glen") embarqué pour commencer sa troisième patrouille de guerre, au cours de laquelle il devait patrouiller dans l'océan Pacifique à l'est des îles Marshall et utiliser l'hydravion pour effectuer un vom de reconnaissance au-dessus de Kwajalein. Après avoir pris la mer, il reçut l'ordre de changer son objectif de reconnaissance vers Majuro. Le 13 juin 1944, le commandant en chef de la flotte combinée, l'amiral Soemu Toyoda, a activé l'opération A-Go pour la défense des îles Mariannes et a ordonné au commandant en chef de la 6e flotte, le vice-amiral Takeo Takagi, de redéployer tous les sous-marins de la 6e flotte aux îles Mariannes. Lorsque la campagne des Mariannes a commencé avec le débarquement américain sur Saipan le 15 juin 1944, le I-38 et les sous-marins I-6, I-10, I-38, I-41, I-53 et Ro-47 ont reçu l'ordre de rester en patrouille au large des Mariannes pendant que le reste des sous-marins de la 6e flotte se retiraient de la zone.
Le 16 juin 1944, le I-38 fut affecté à l'unité sous-marine A, chargée de patrouiller dans le Pacifique à l'est des Mariannes. Il reçut l'ordre, le 28 juin 1944, d'évacuer le personnel de la 6e flotte de Saipan, mais n'y parvint pas, et Takagi annula toutes les opérations de sauvetage de son personnel le 2 juillet 1944. Ordonné le 7 juillet 1944 de retourner au Japon, le I-38 arriva à Sasebo le 16 juillet 1944 pour y subir un réaménagement qui comprenait l'application d'un revêtement anti-radar.

### Quatrième patrouille de guerre
Toyoda a activé l'opération Shō-Gō 1 pour la défense des îles Philippines le 13 octobre 1944. Son carénage étant terminé, le I-38 a été affecté à l'unité sous-marine B le 18 octobre 1944 et, le 19 octobre 1944, il  a fait route de Kure pour sa quatrième patrouille de guerre, à laquelle a été assigné une zone de patrouille avec le I-41 dans la mer des Philippines à l'est des Philippines. La bataille de Leyte a commencé par le débarquement des États-Unis sur Leyte le 20 octobre 1944, et la réaction navale japonaise à ce débarquement a donné lieu à la bataille du golfe de Leyte du 23 au 26 octobre 1944. Le 25 octobre 1944, le I-38 est arrivé dans sa zone de patrouille à l'est de Leyte et de Samar alors que la bataille du golfe de Leyte faisait rage, mais n'a pas participé à la bataille.
Le 5 novembre 1944, le I-38 reçut l'ordre d'effectuer une reconnaissance de l'atoll de Ngulu dans les îles Caroline afin de déterminer si des navires alliés y mouillaient, information dont les Japonais avaient besoin pour planifier de futures attaques par des torpilles pilotées kaiten contre les mouillages alliés. En route vers l'atoll de Ngulu, il a transmis un rapport selon lequel il avait aperçu un groupe de travail allié dans la mer des Philippines à l'est de Luçon le 7 novembre 1944, mais les Japonais n'ont plus jamais entendu parler du I-38.

### Perte
Le 12 novembre 1944, le destroyer USS Nicholas - qui, avec le destroyer USS Taylor, escortait le croiseur léger USS St. Louis lors d'un voyage entre l'atoll d'Ulithi et Kossol Roads à Palau - a détecté un contact de surface sur le radar à l'est de Palau à une distance de 20 100 m à 20h03. Le Nicholas a fermé le champ de tir et a ouvert le feu au radar avec ses canons de 127 mm, mais le contact a disparu, indiquant que c'était un sous-marin qui avait été submergé. Vers 22h30, le Nicholas a établi le contact au sonar sur un sous-marin submergé et a largué 18 grenades sous-marines. Il perdit ensuite le contact avec le sous-marin, mais à 00h30 le 13 novembre 1944, il le retrouva et s'approcha pour une attaque. Lorsque le sondeur signala que le sous-marin avait fait un virage à droite à la dernière minute, le Nicholas tourna également à droite, en faisant marche arrière avec son moteur tribord comme il l'avait fait. Quelques minutes après l'explosion de la dernière charge sous-marine, une énorme explosion sous-marine s'est produite, marquant le naufrage d'un sous-marin japonais à la position géographique de 8° 04′ N, 138° 03′ E. Après le lever du soleil le 13 novembre, des débris et des restes humains ont été aperçus flottant dans la zone.
Le 13 novembre 1944, le I-38 n'a pas envoyé de message prévu à la 6e flotte, et le sous-marin que le Nicholas a coulé tôt ce matin-là, c'était probablement lui. Le 6 décembre 1944, la marine impériale japonaise a déclaré le 'I-38 présumé perdu au large des îles Palau avec les 110 hommes à bord. Il a été rayé de la liste de la marine le 10 mars 1945.